# Ducange Sylvain
Ducange Sylvain SDB (* 5. April 1963 in Port-au-Prince; † 8. Juni 2021 in Mirebalais) war ein haitianischer römisch-katholischer Ordensgeistlicher und Weihbischof in Port-au-Prince.

## Leben
Ducange Sylvain studierte von 1984 bis 1985 an der religionswissenschaftlichen Fakultät der Haitianischen Ordenskonferenz. 1985 trat er in Jarabacoa in das Noviziat der Ordensgemeinschaft der Salesianer Don Boscos ein. Er studierte an der Päpstlichen Katholischen Universität „Mater et Magistra“ in Santo Domingo und am Institut d’Etudes Théologiques in Brüssel. 1992 legte Sylvain die ewige Profess ab und empfing am 8. Juli 1995 das Sakrament der Priesterweihe.
Von 1996 bis 1999 studierte Sylvain Erziehungswissenschaft an der Päpstlichen Universität der Salesianer in Rom und war anschließend in verschiedenen Lehrtätigkeiten und Leitungsaufgaben in seiner Ordensprovinz tätig. Von Januar 2010 an war er für sechs Jahre Provinzial der haitianischen Ordensprovinz der Salesianer.
Papst Franziskus ernannte Ducange Sylvain am 4. Juni 2016 zum Titularbischof von Novae und zum Weihbischof in Port-au-Prince. Der Erzbischof von Cap-Haïtien, Louis Kébreau SDB, spendete ihm am 27. August desselben Jahres in der Kathedrale von Port-au-Prince die Bischofsweihe; Mitkonsekratoren waren der Erzbischof von Port-au-Prince, Guire Poulard, und der Bischof von Fort-Liberté, Quesnel Alphonse SMM. Als bischöflichen Wahlspruch wählte er einen Satz aus dem 2. Korintherbrief: „Caritas Christi urget nos“ (lat.: Die Liebe Christi drängt uns). (2 Kor 5,14 )
Die haitianische Bischofskonferenz wählte Weihbischof Sylvain 2021 zu ihrem Generalsekretär.
Ducange Sylvain starb im Juni 2021 im Hôpital universitaire in Mirebalais an den Folgen von COVID-19.